# Lohenbachtal
Koordinaten: 50° 36′ 8″ N, 12° 55′ 11″ O

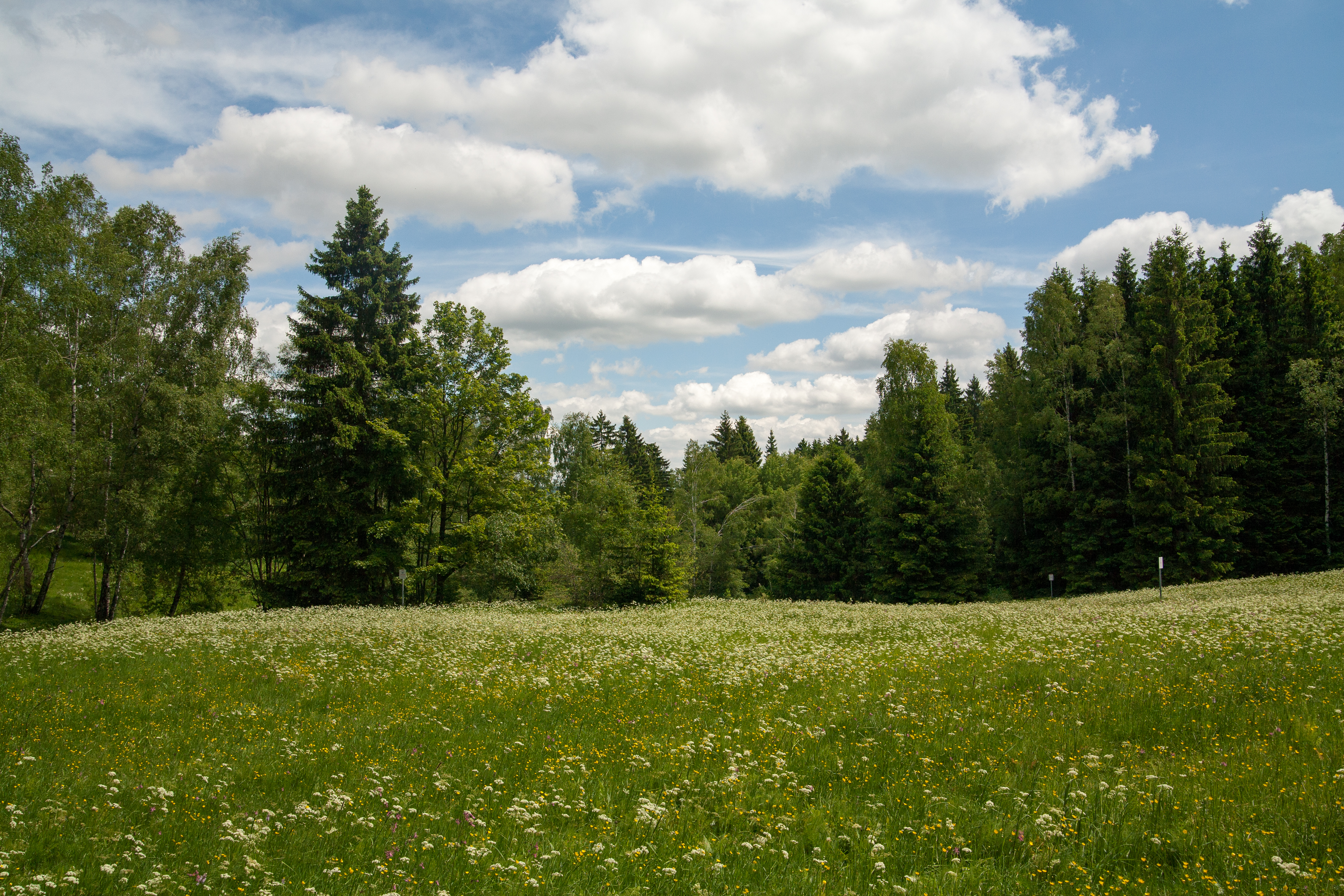
Naturschutzgebiet Lohenbachtal (Juni 2013)

Das Naturschutzgebiet Lohenbachtal liegt im Erzgebirgskreis in Sachsen. Das Gebiet erstreckt sich südwestlich der Gemeinde Tannenberg. Westlich des Gebietes verläuft die S 222 und nordöstlich die S 260. Am nordöstlichen Rand des Gebietes fließt der Lohenbach, der weiter östlich in den Geyerbach, einen linken Zufluss der Zschopau, mündet. Unweit nördlich erhebt sich der 629 Meter hohe Kleine Fuchsstein, westlich erstreckt sich das 185 ha große Naturschutzgebiet Hermannsdorfer Wiesen.

## Bedeutung
Das rund 20,5 ha große Gebiet mit der NSG-Nr. C 86 wurde im Jahr 2002 unter Naturschutz gestellt.